# Baden-Baden
För andra betydelser, se Baden-Baden (olika betydelser).
Baden-Baden är en kretsfri stad i förbundslandet Baden-Württemberg i sydvästra Tyskland. Folkmängden uppgår till cirka 57 000 invånare. Staden är känd som kurort och är belägen cirka 40 km söder om Karlsruhe. Med sitt läge i den västra kanten av Schwarzwald, med utsikt över Rhendalen, är det en populär kur- och turistort med badhotell och kasino. I staden finns bland annat ett termalbad som har fått namnet Caracalla-Therme efter den romerske kejsaren. Fram till 1931 hette staden bara Baden. Man kallade staden ofta för Baden in Baden för att särskilja staden från de likabenämnda orterna Baden i Österrike och Baden i Schweiz. Redan under 1800-talet kallade besökare staden inofficiellt Baden-Baden och så skapades dagens dubbelnamn.
I Baden-Baden fanns ett lönat svenskt konsulat 1947-1949.
Baden-Baden består av följande Stadtteile: Oos, Balg, Weststadt, Innenstadt, Lichtental mit Oberbeuern und Geroldsau, Ebersteinburg, Steinbach, Neuweier, Varnhalt, Haueneberstein och Sandweier.

## Historia
Efter andra världskriget blev Baden-Baden hemort för Südwestfunk och dess efterträdare Südwestrundfunk. 1981 var Baden-Baden värd för det andra Landesgartenschau som hölls i Baden-Württemberg. I staden delas sedan 1992 det tyska mediepriset Deutscher Medienpreis ut.

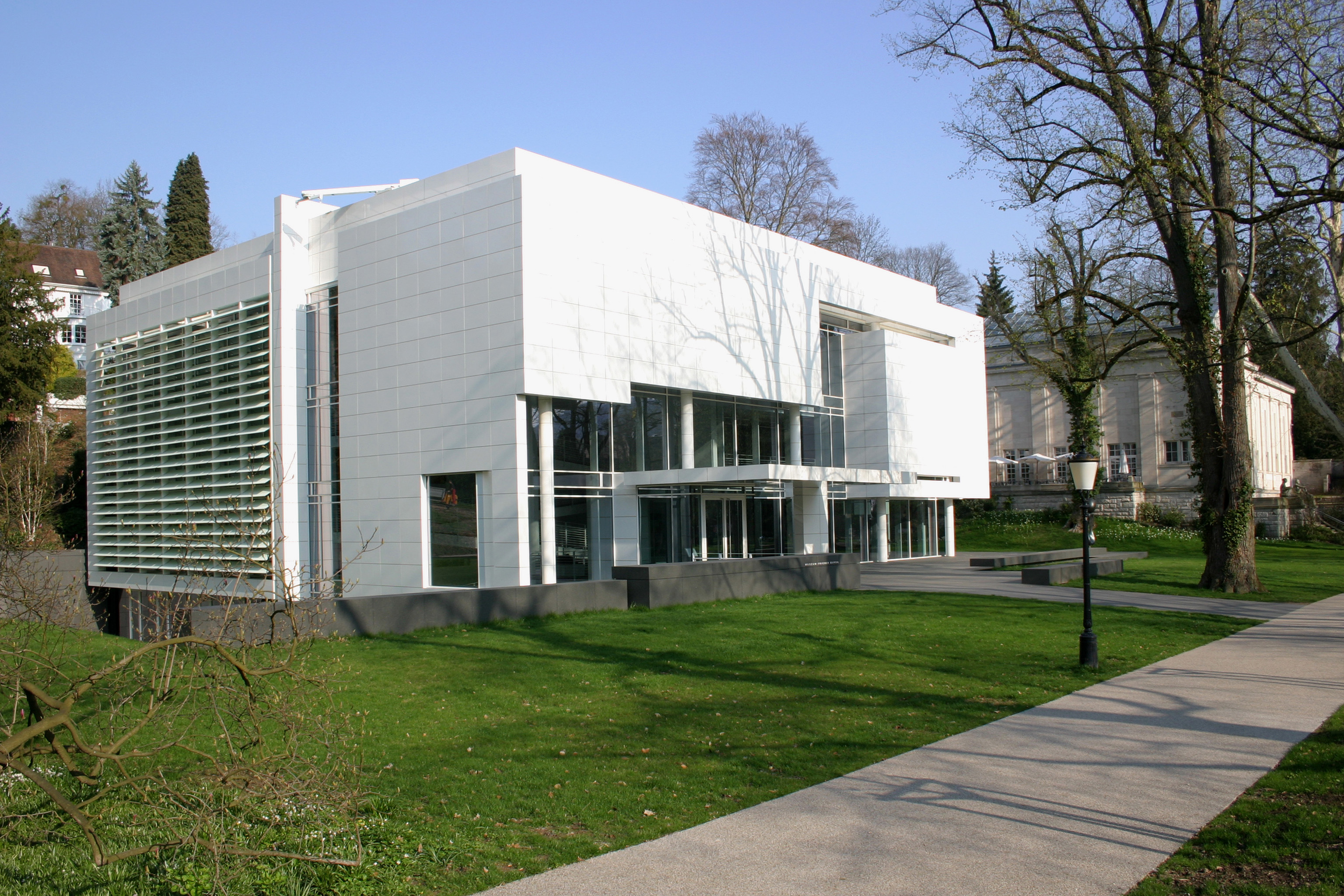
Museum Frieder Burda

## Kultur
I Baden-Baden finns konstmuseet Museum Frieder Burda med samlingar av modern och samtida konst.
Den så kallade Baden-Baden-stolen har sitt namn efter kurorten Baden-Baden.

## Sport
Baden-Baden är sedan 1997 officiellt en olympisk stad, en titel man förärats av IOK eftersom man 1981 var värd för valet av de orter där 1988 års vinter- och sommarolympiad arrangerades.

## Kända personer
- Hector Berlioz, kompositör
- Johannes Brahms, kompositör
- Pierre de Coubertin, idégivare till de moderna olympiska spelen
- Fjodor Dostojevskij, författare
- Rudolf Höss, kommendant för koncentrationslägret Auschwitz-Birkenau
- Clara Schumann, pianist
- Robert Stolz, kompositör
- Ivan Turgenjev, författare

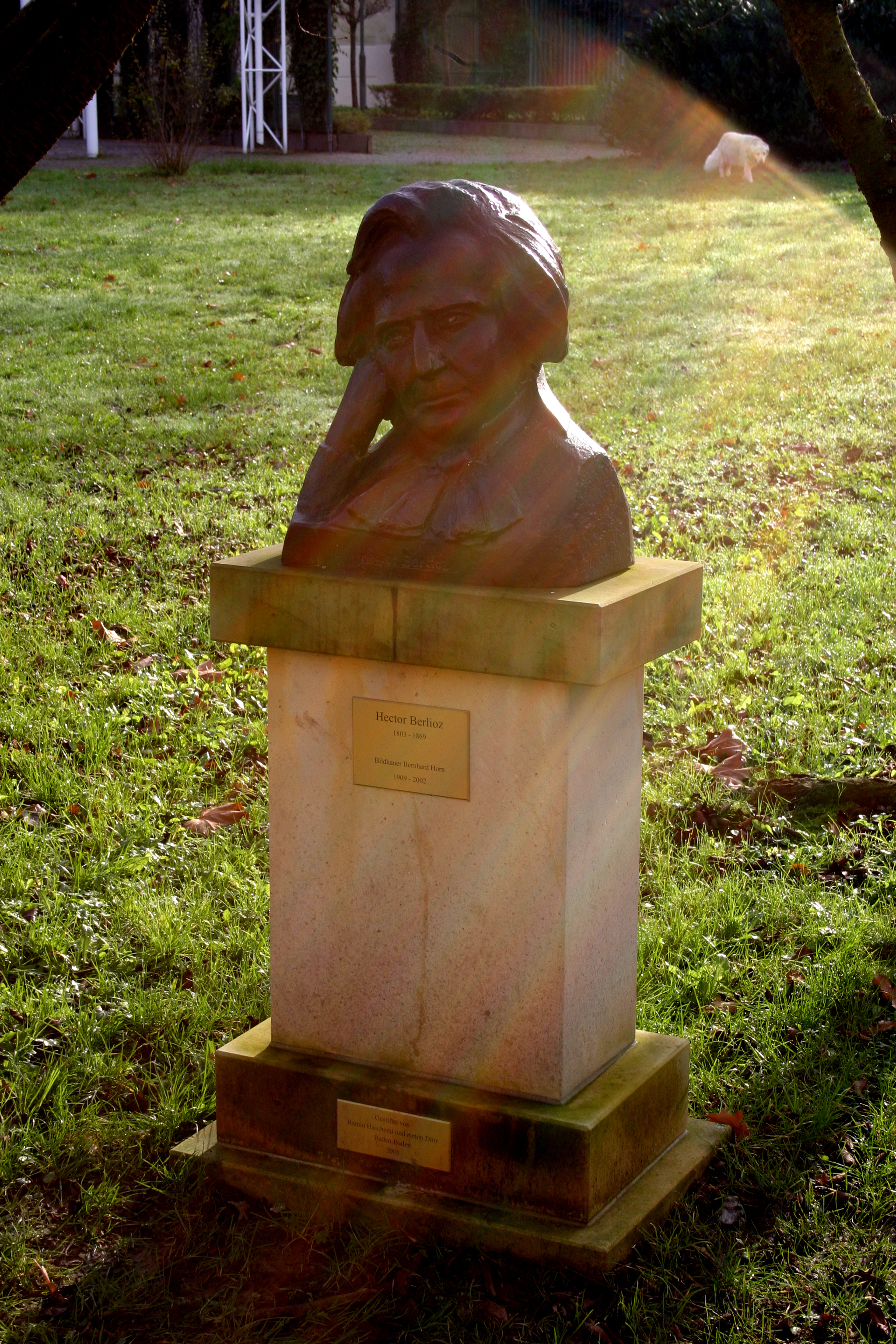
Hector Berlioz
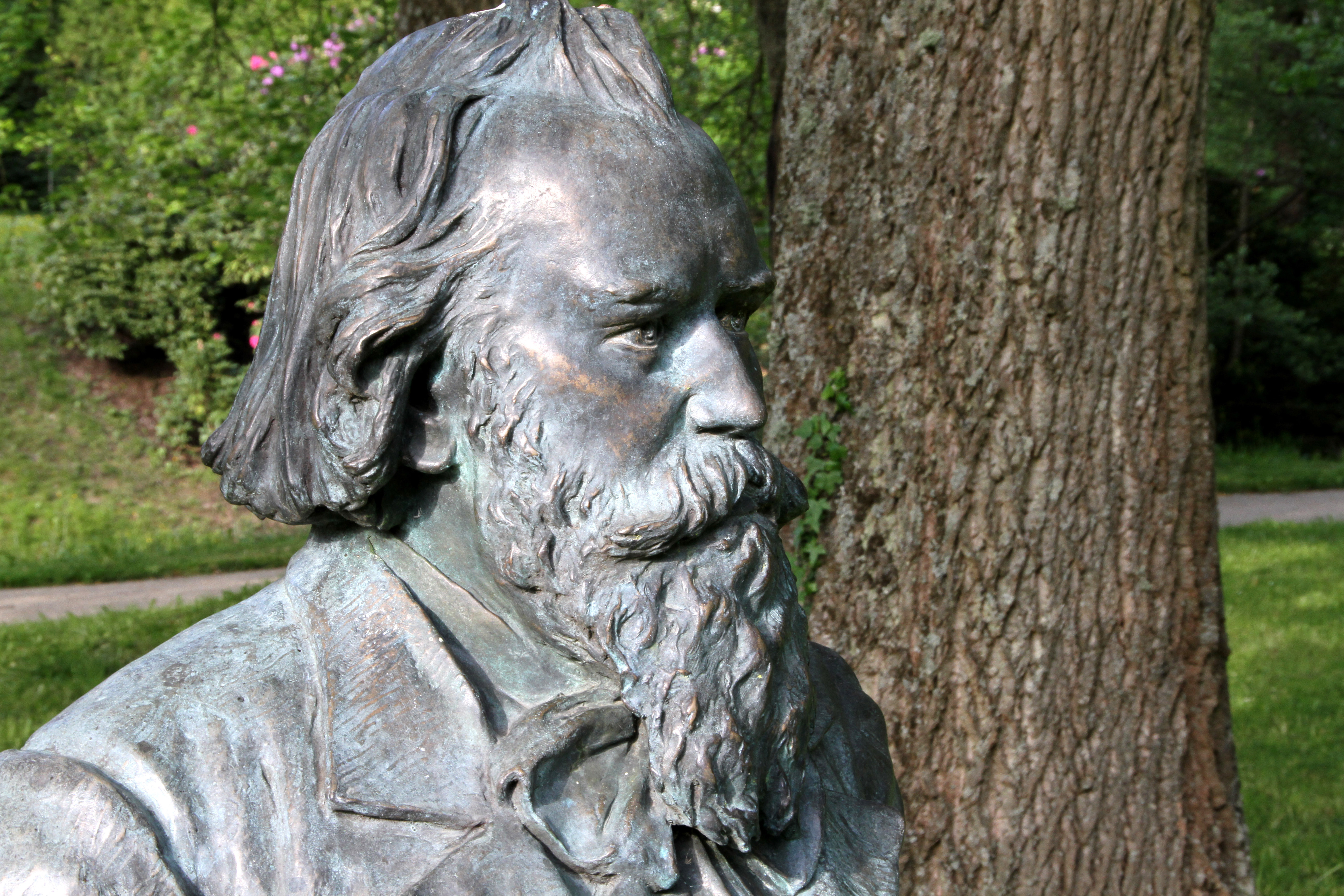
Johannes Brahms
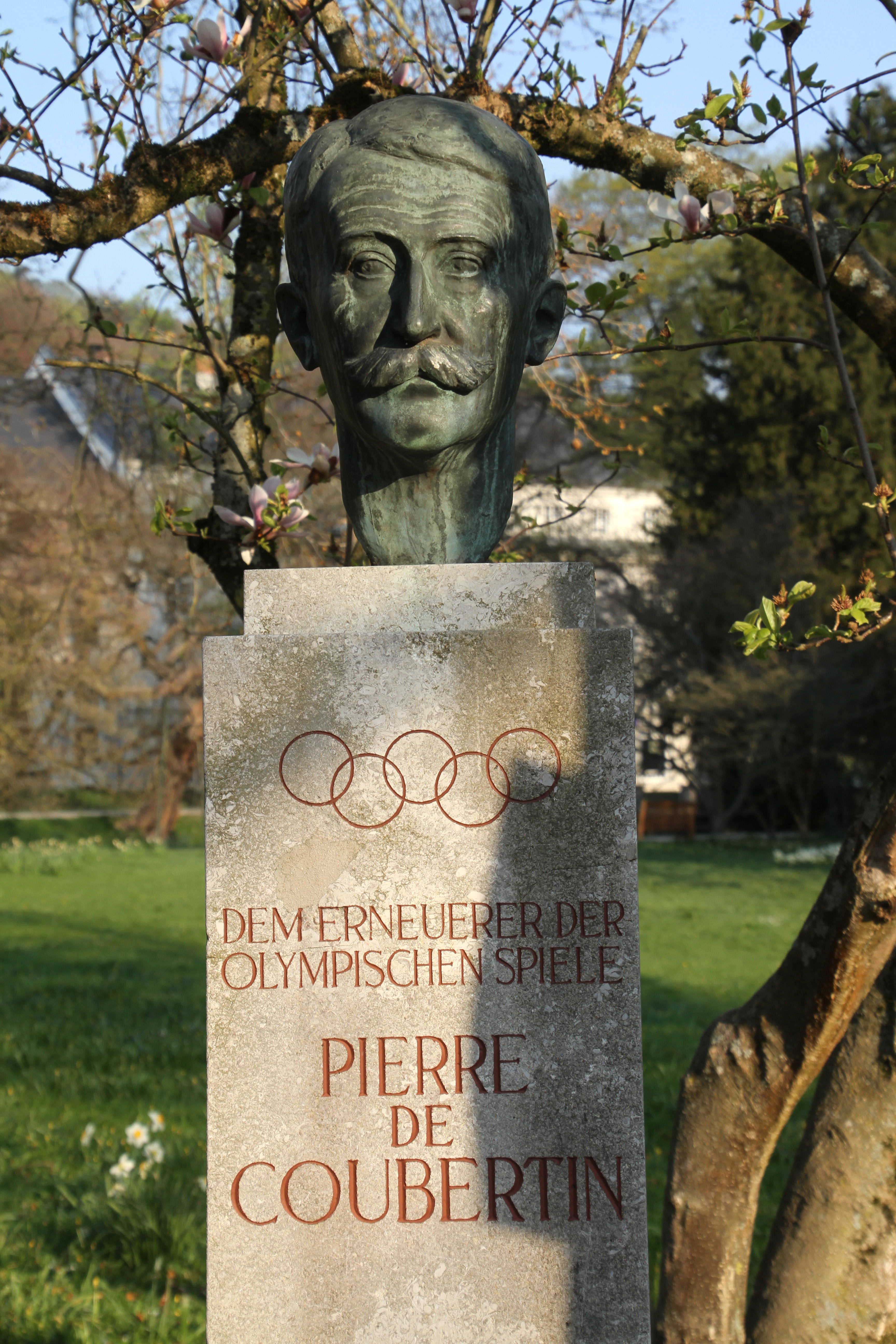
Pierre de Coubertin
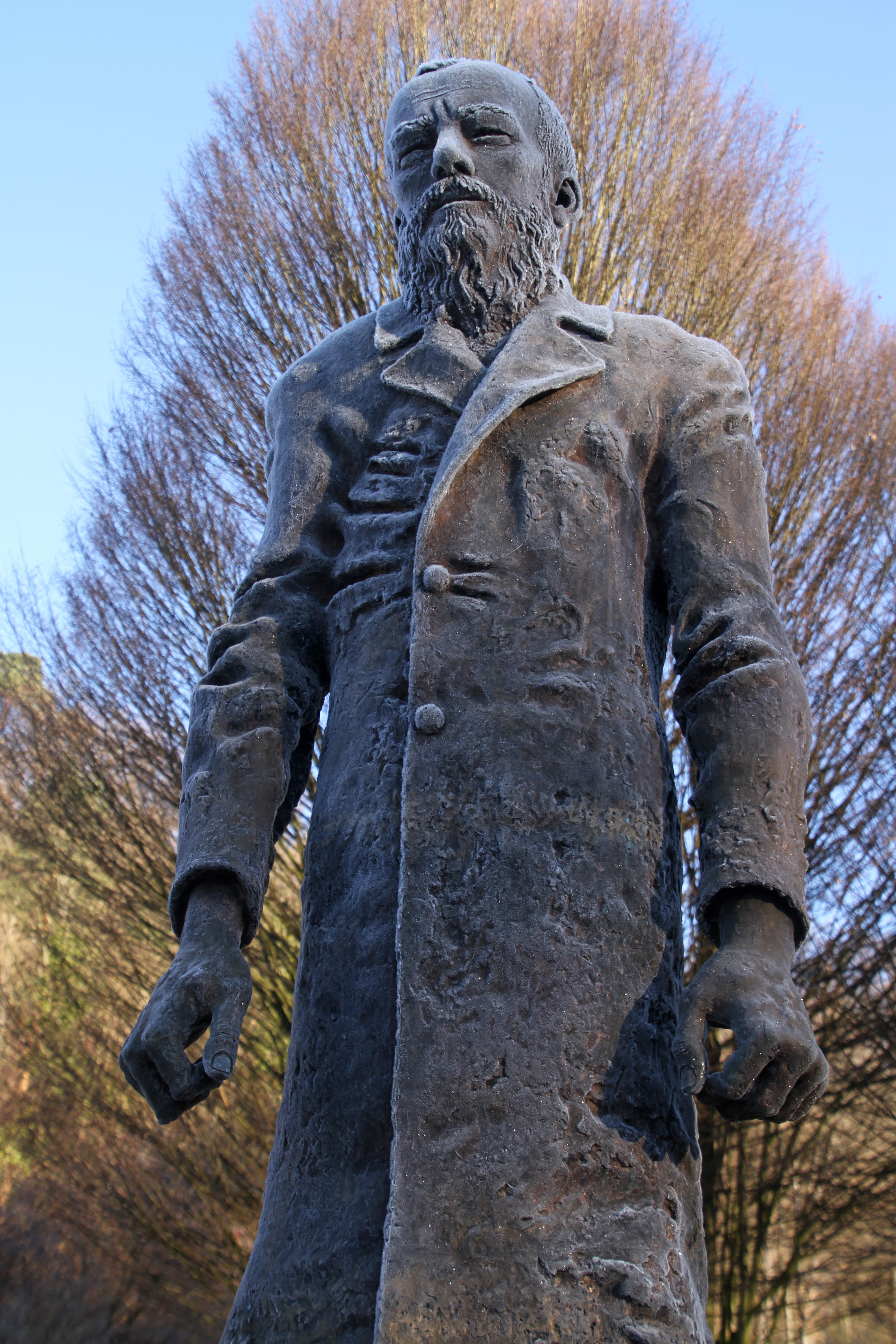
Fjodor Dostojevskij
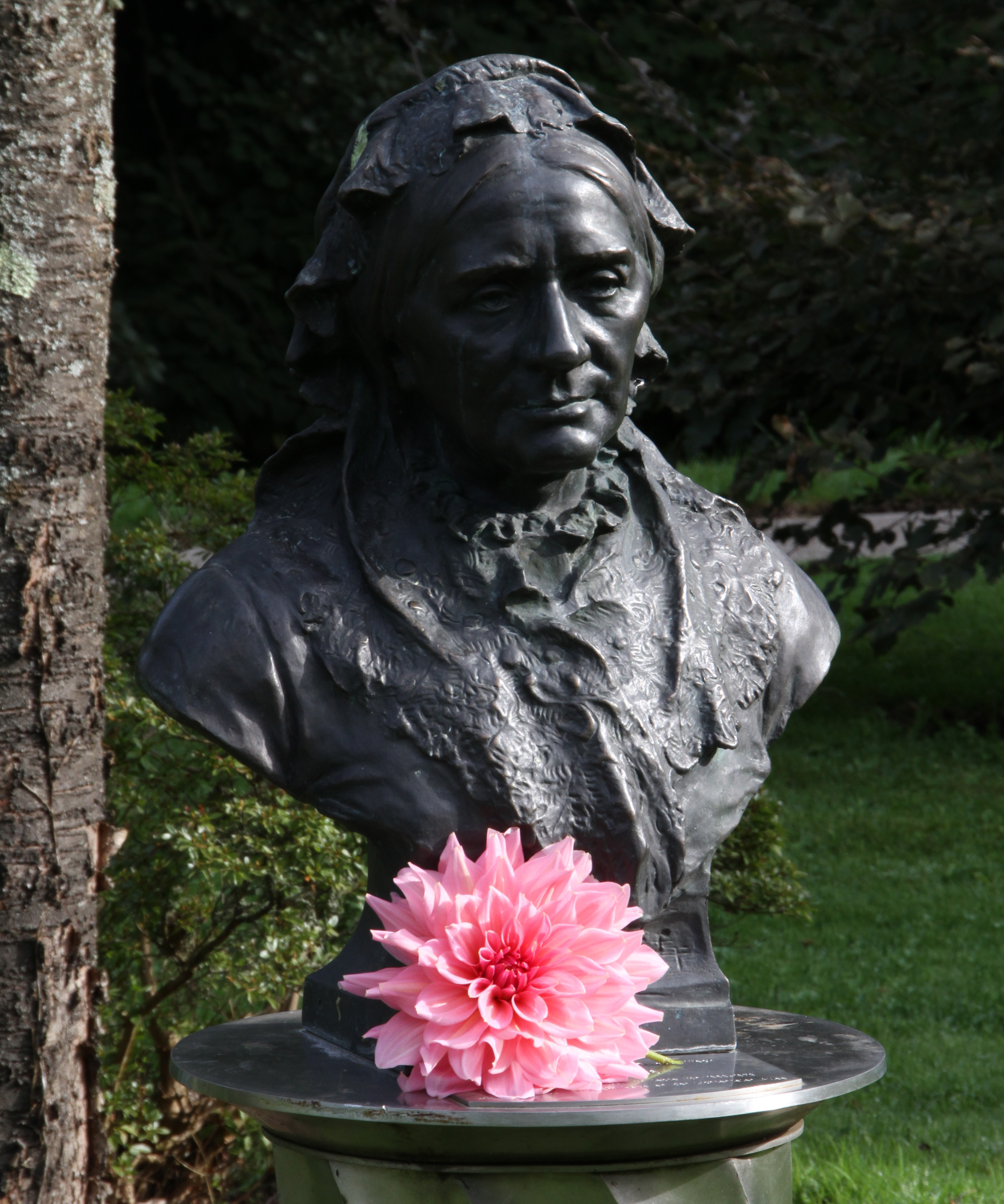
Clara Schumann
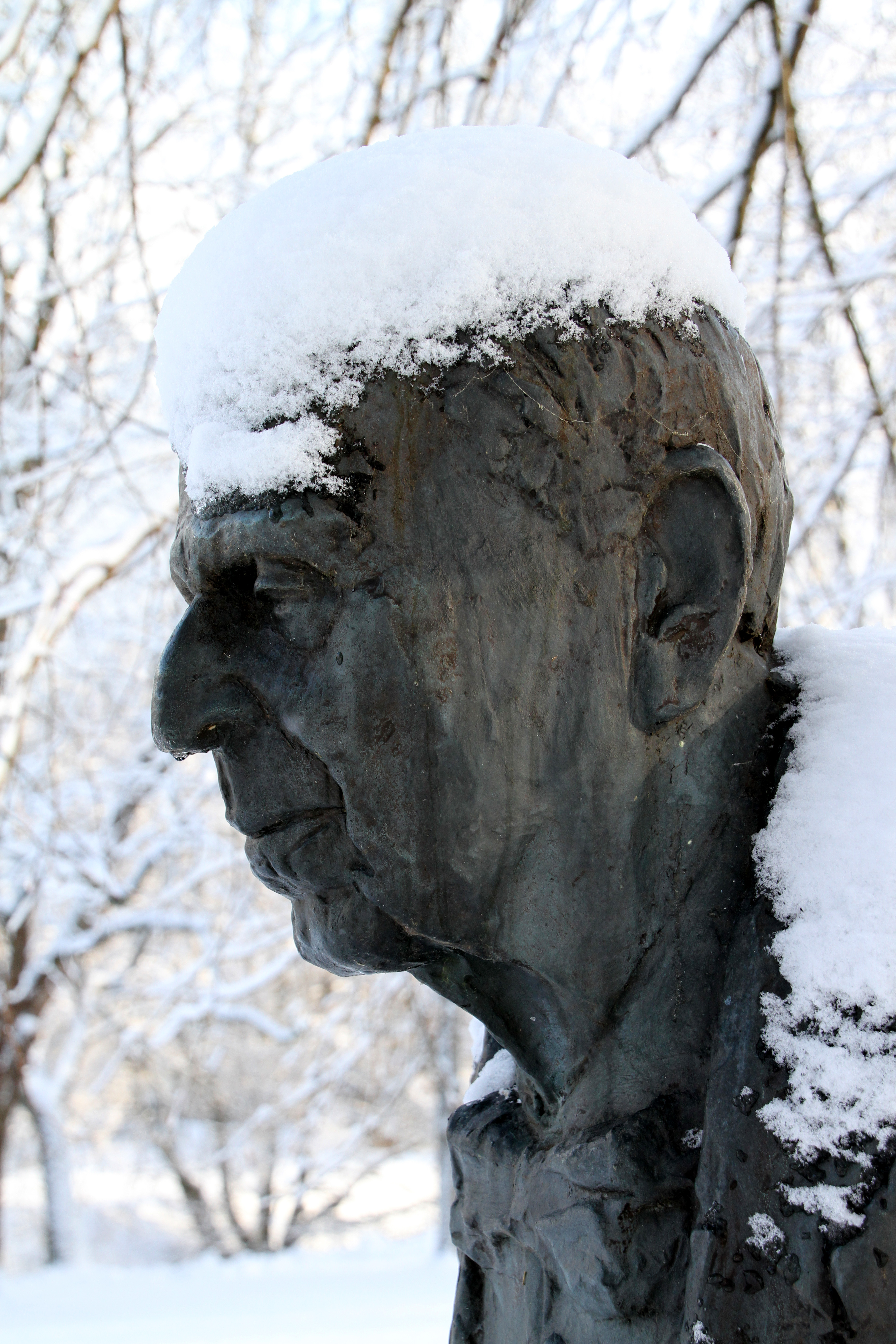
Robert Stolz
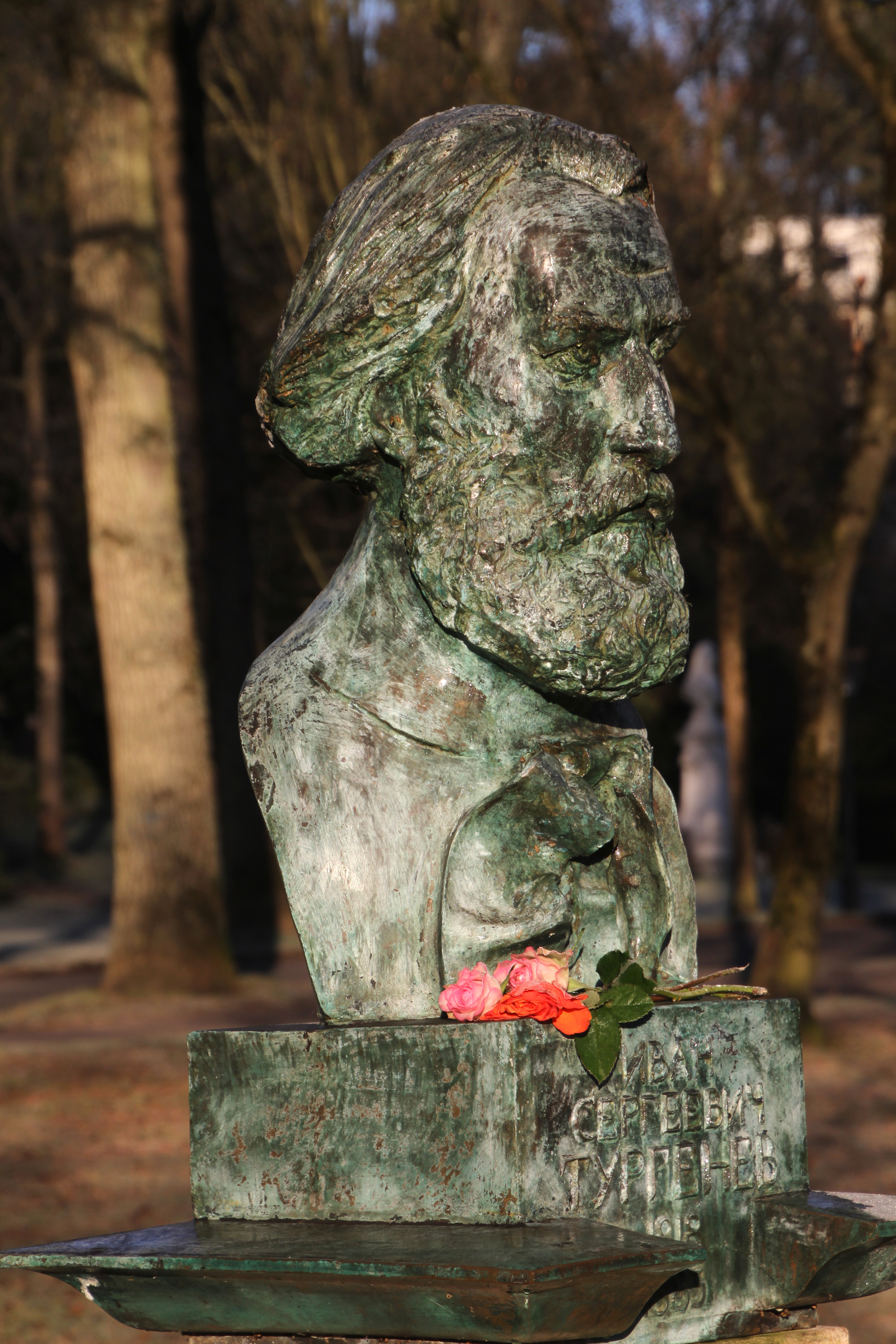
Ivan Turgenjev

## Galleri

Baden-Baden
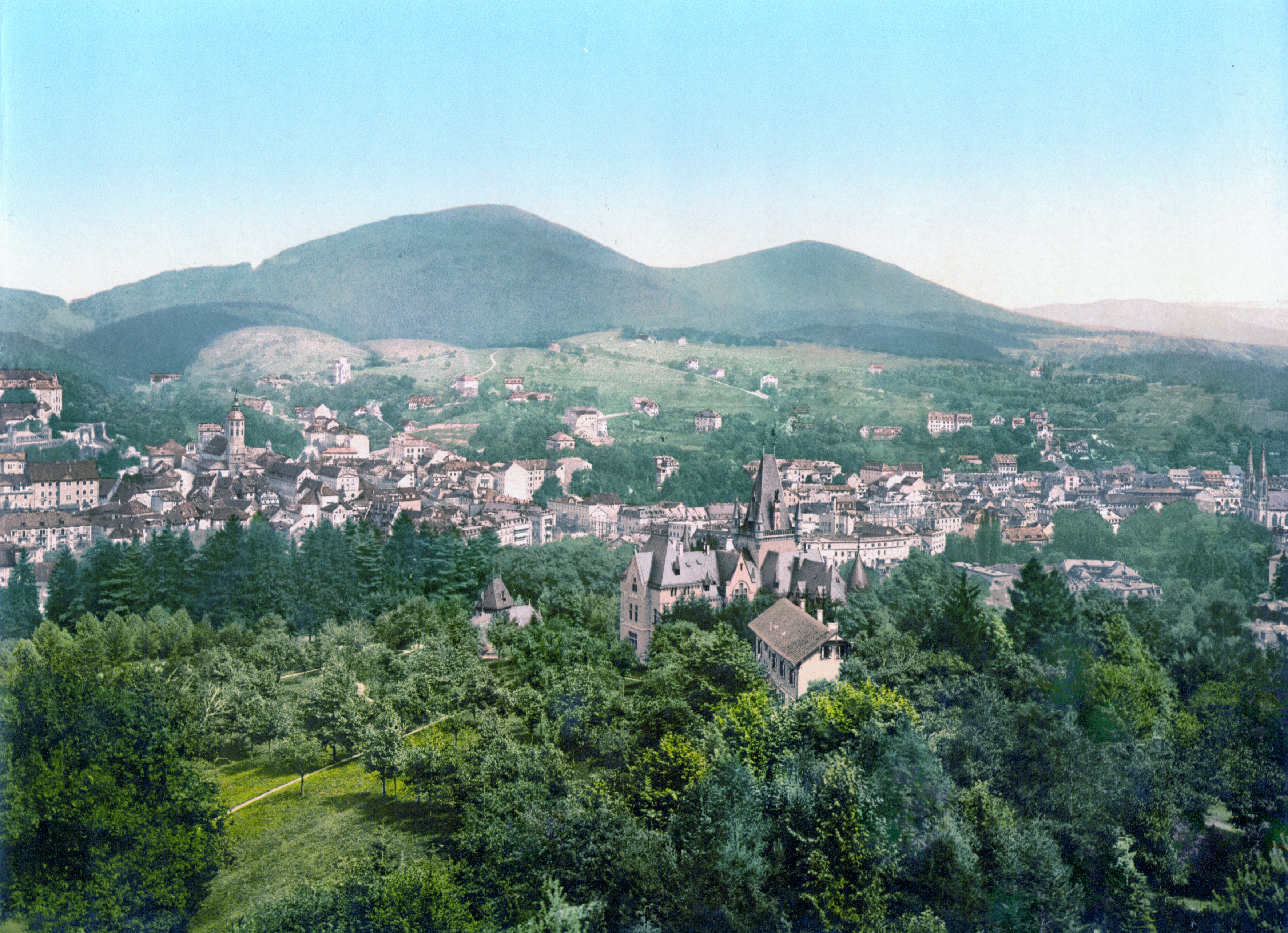
Vy över staden (omkring 1900)
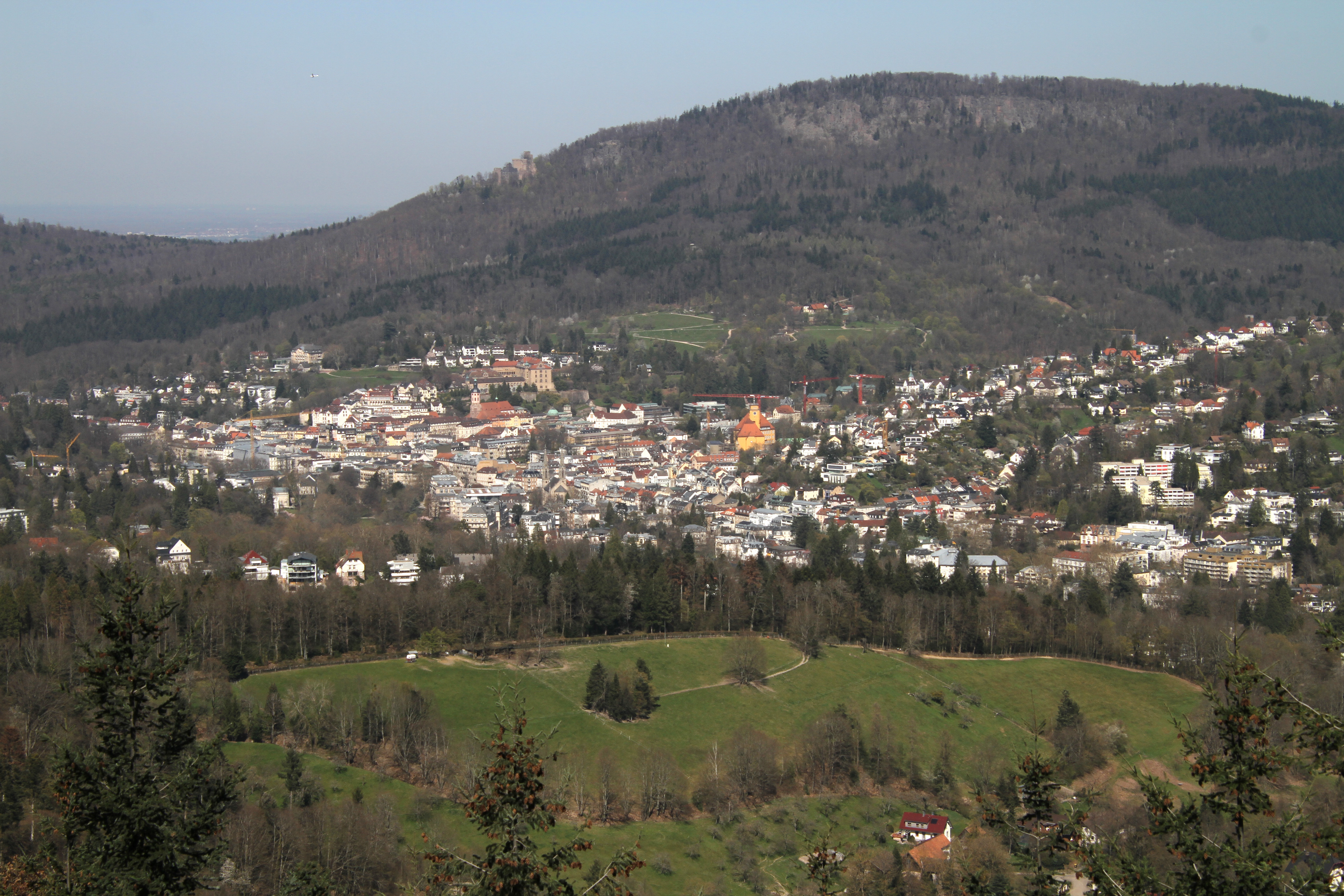
Vy över staden (2021)
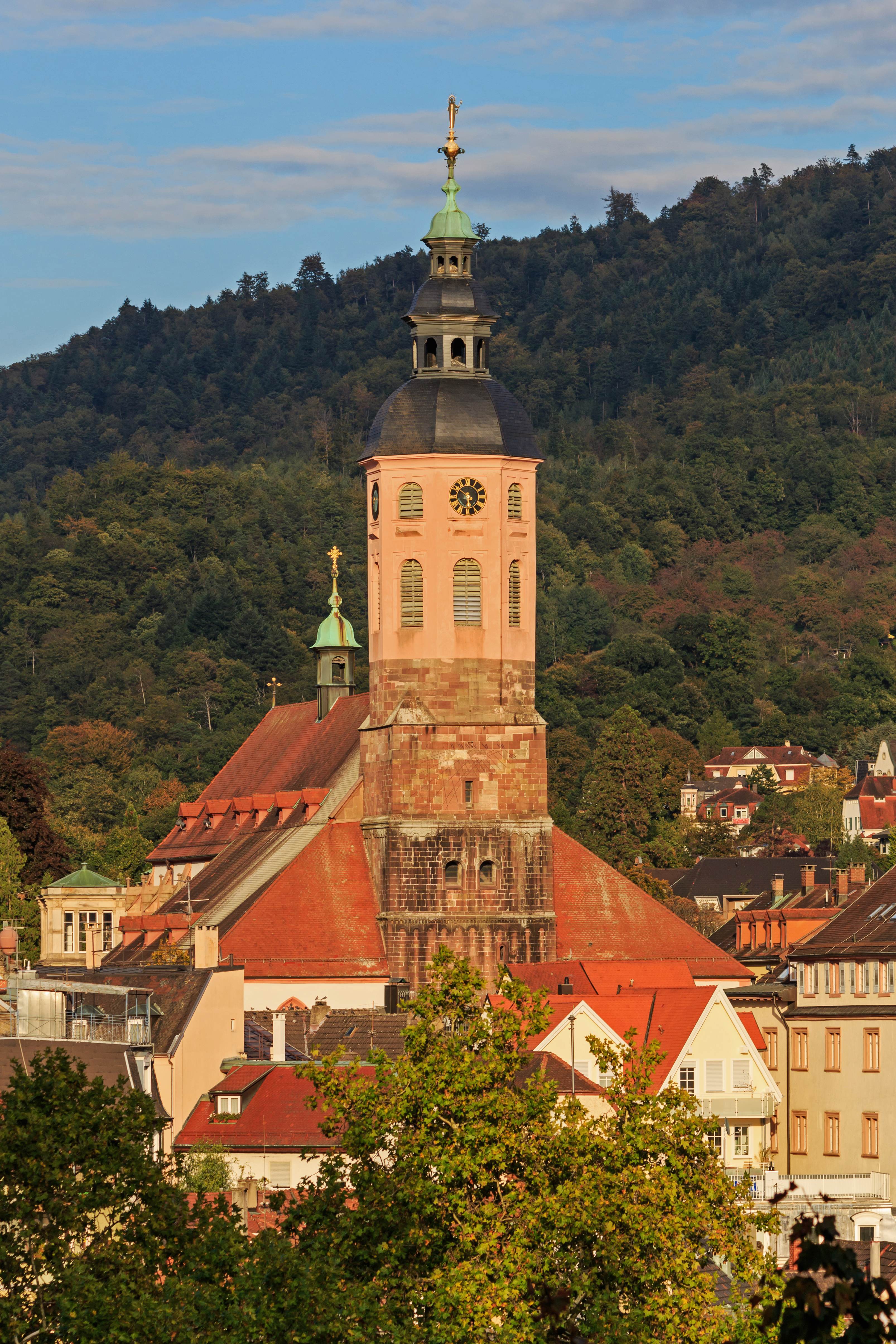
Stiftskyrkan
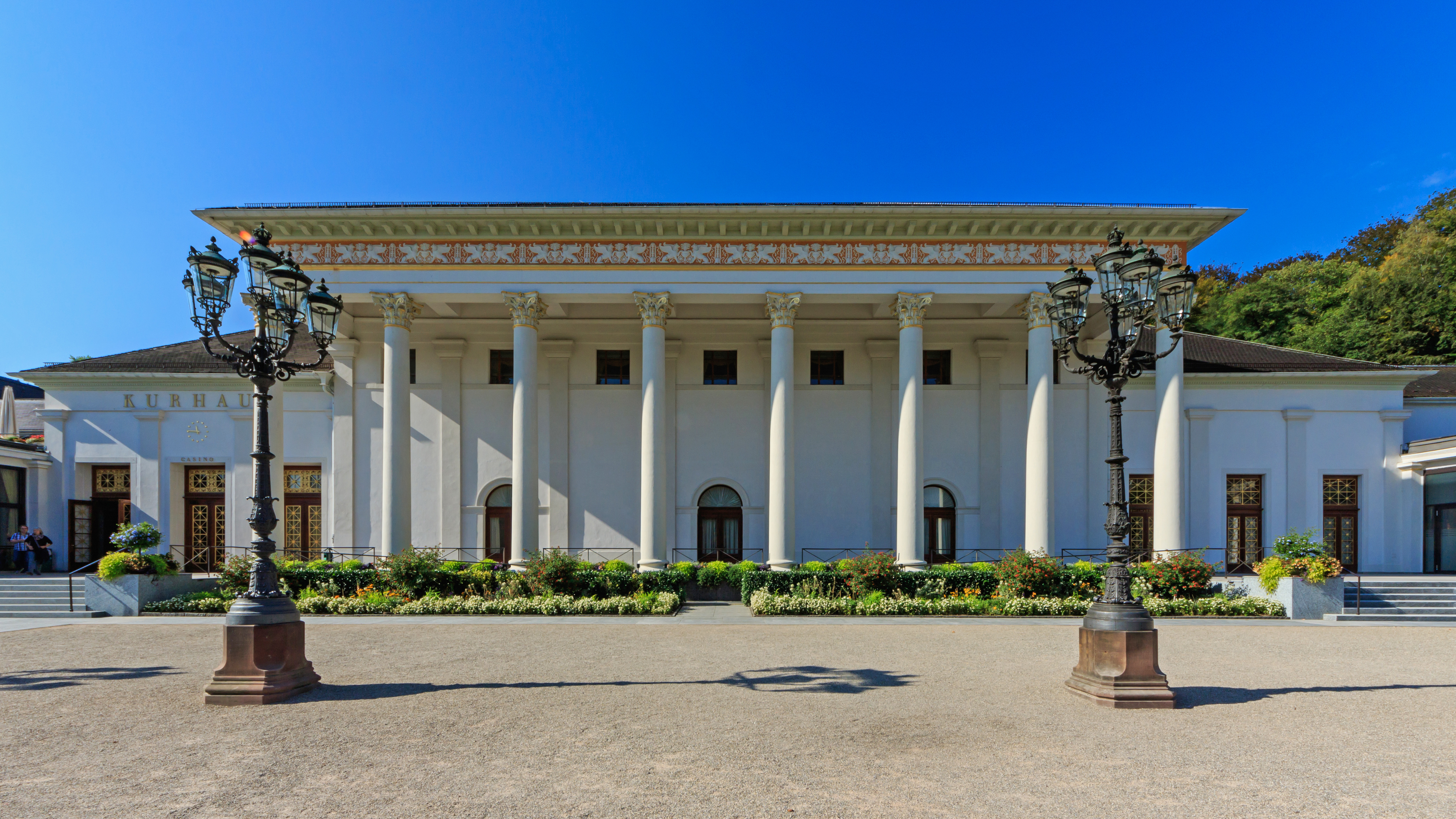
Kurhuset
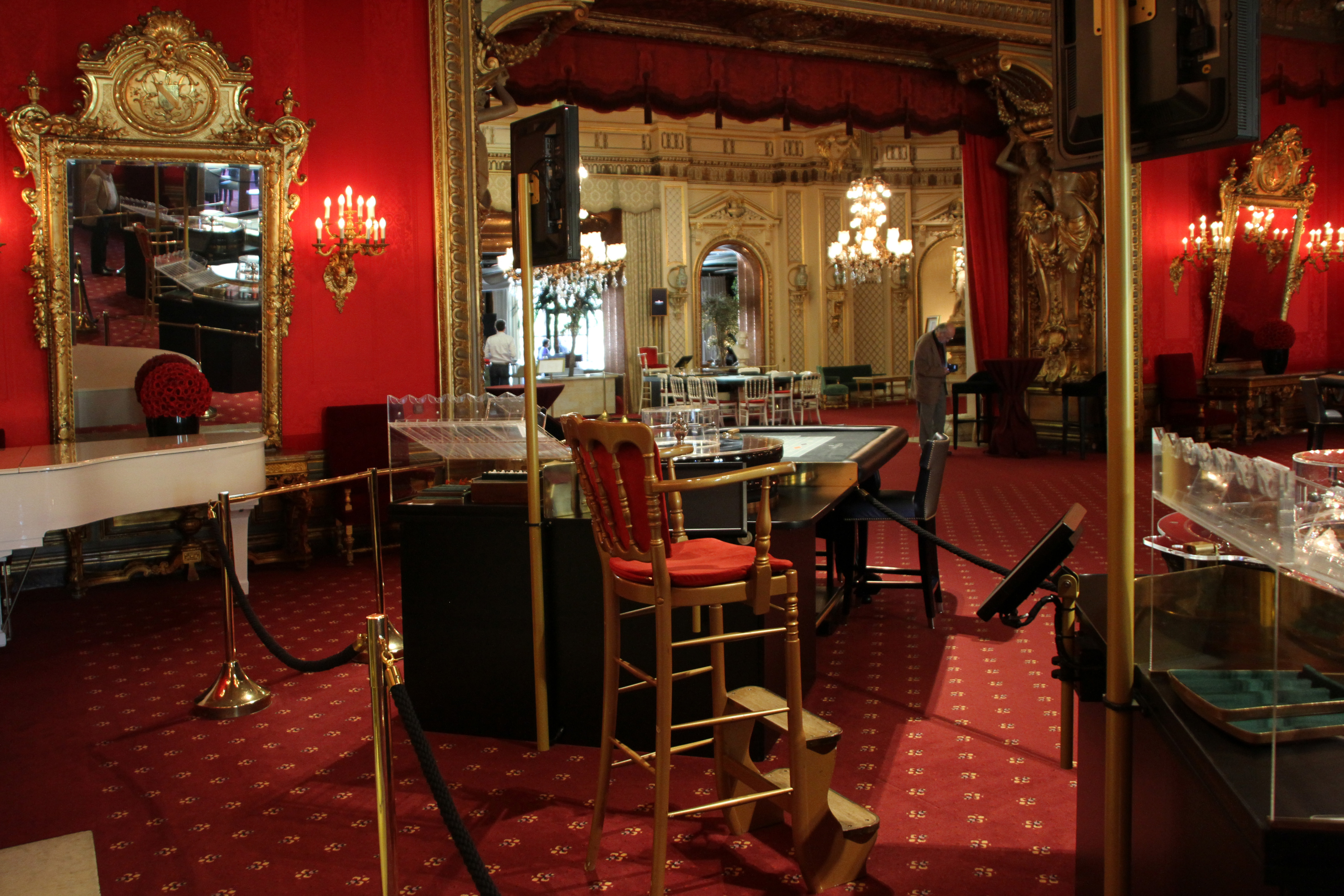
Casino i Kurhuset
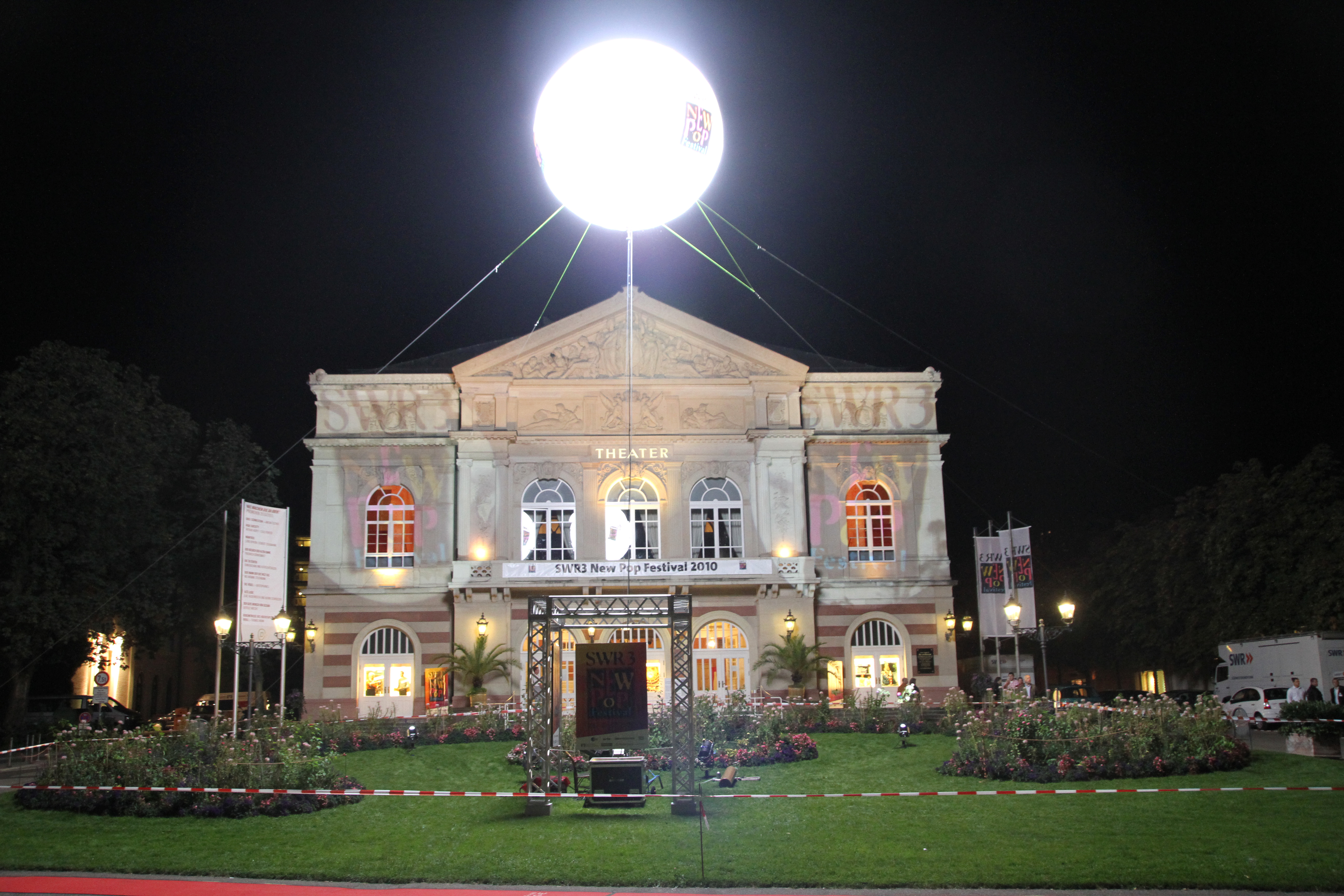
Teater
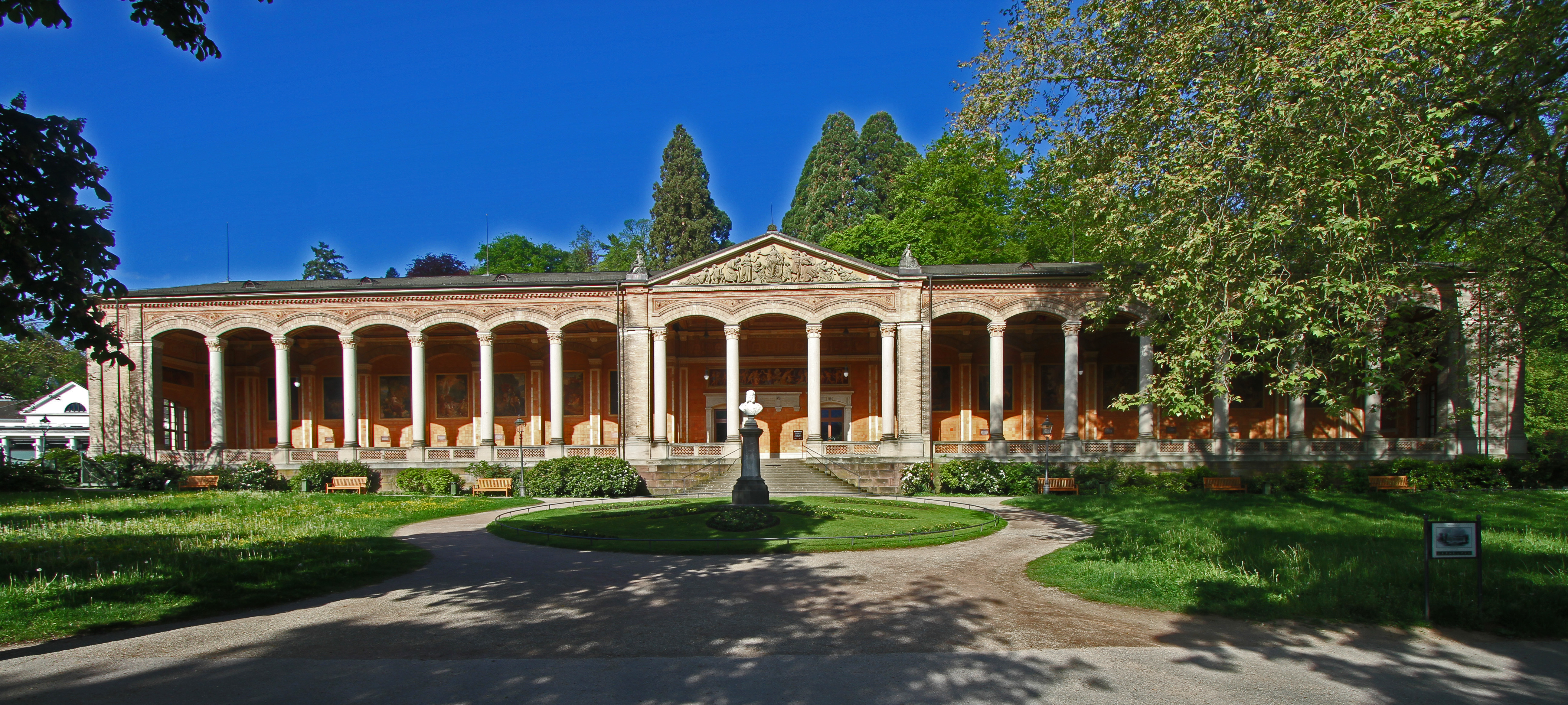
Pumprum
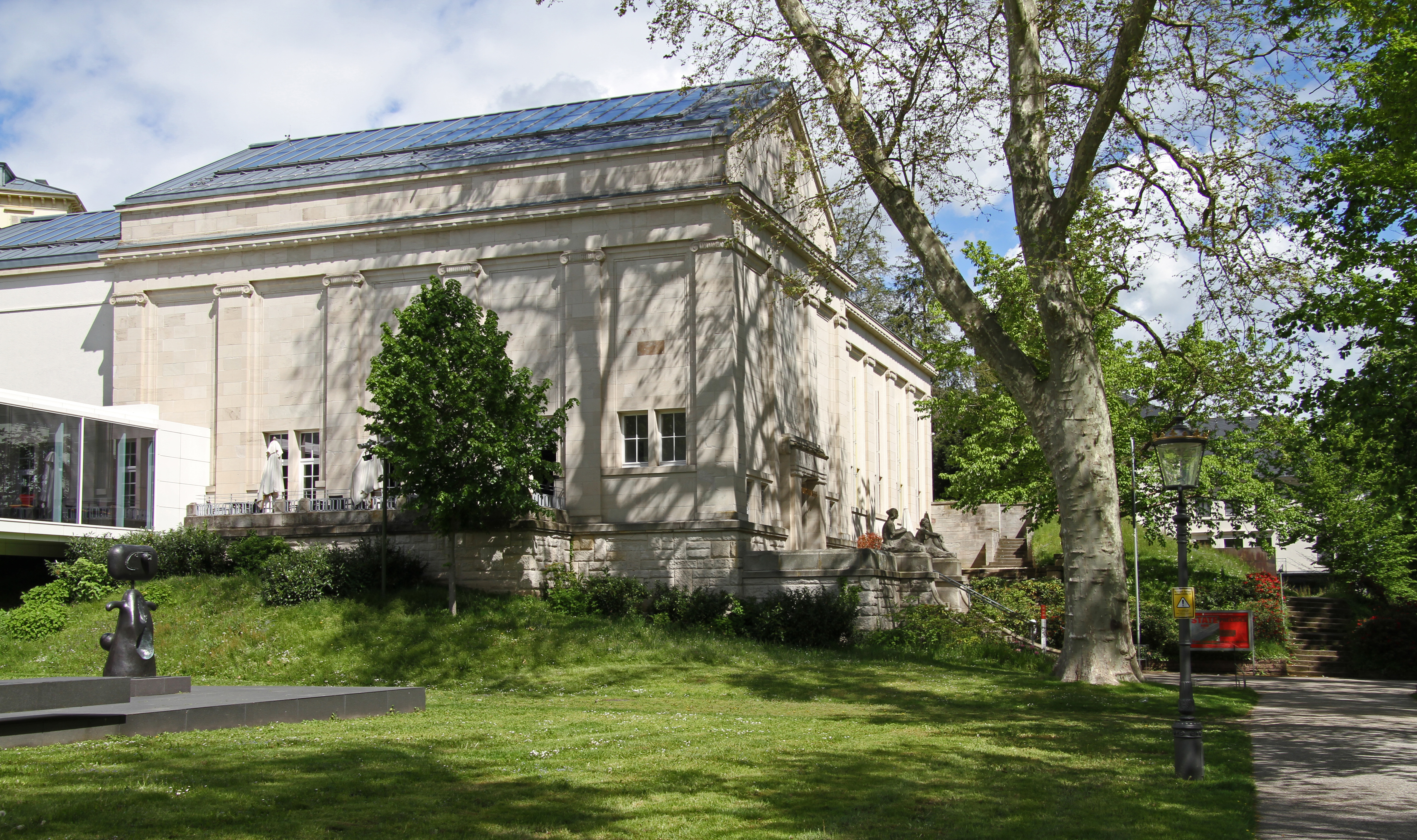
Konstgalleri
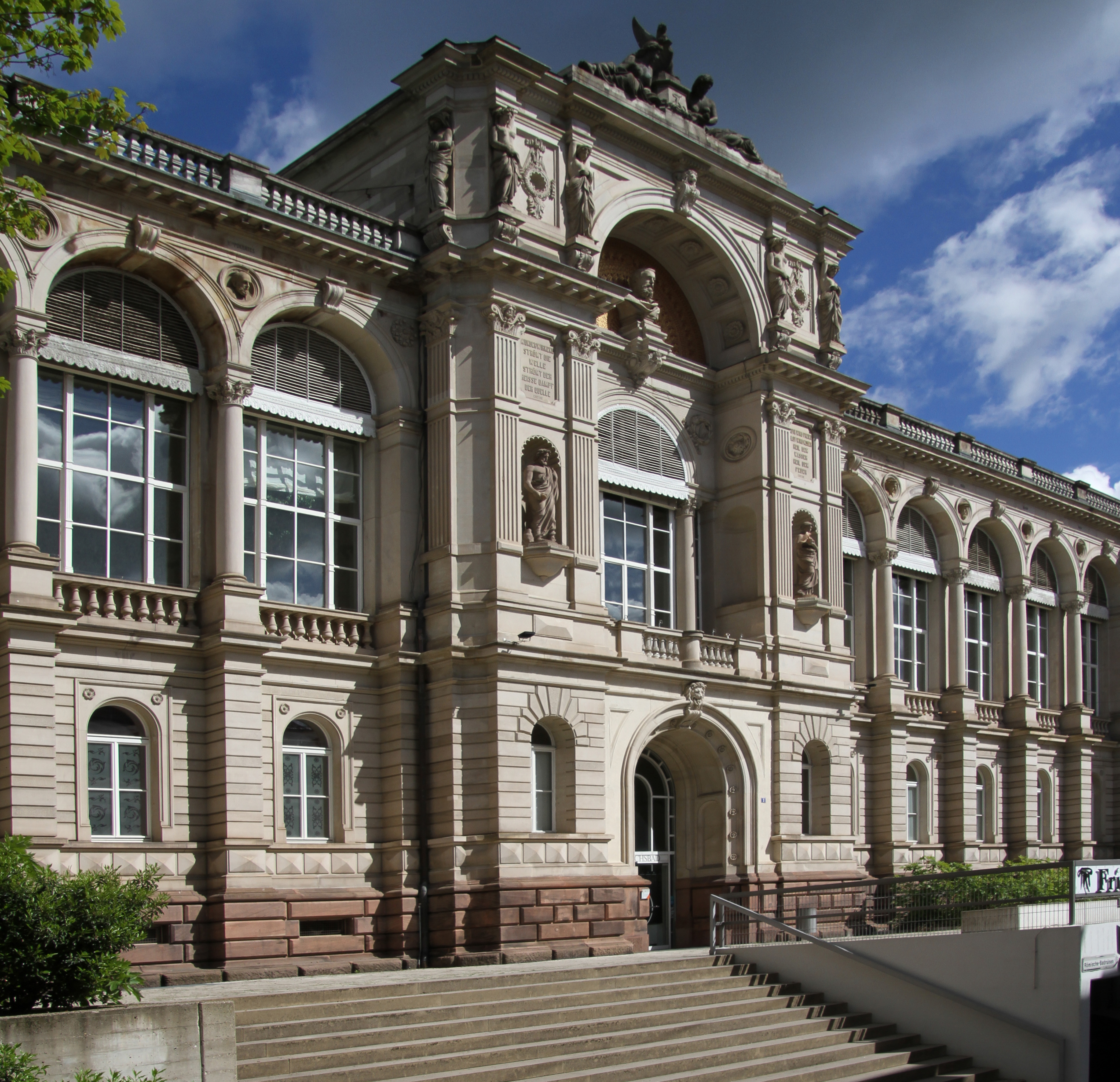
Spa Friedrichsbad
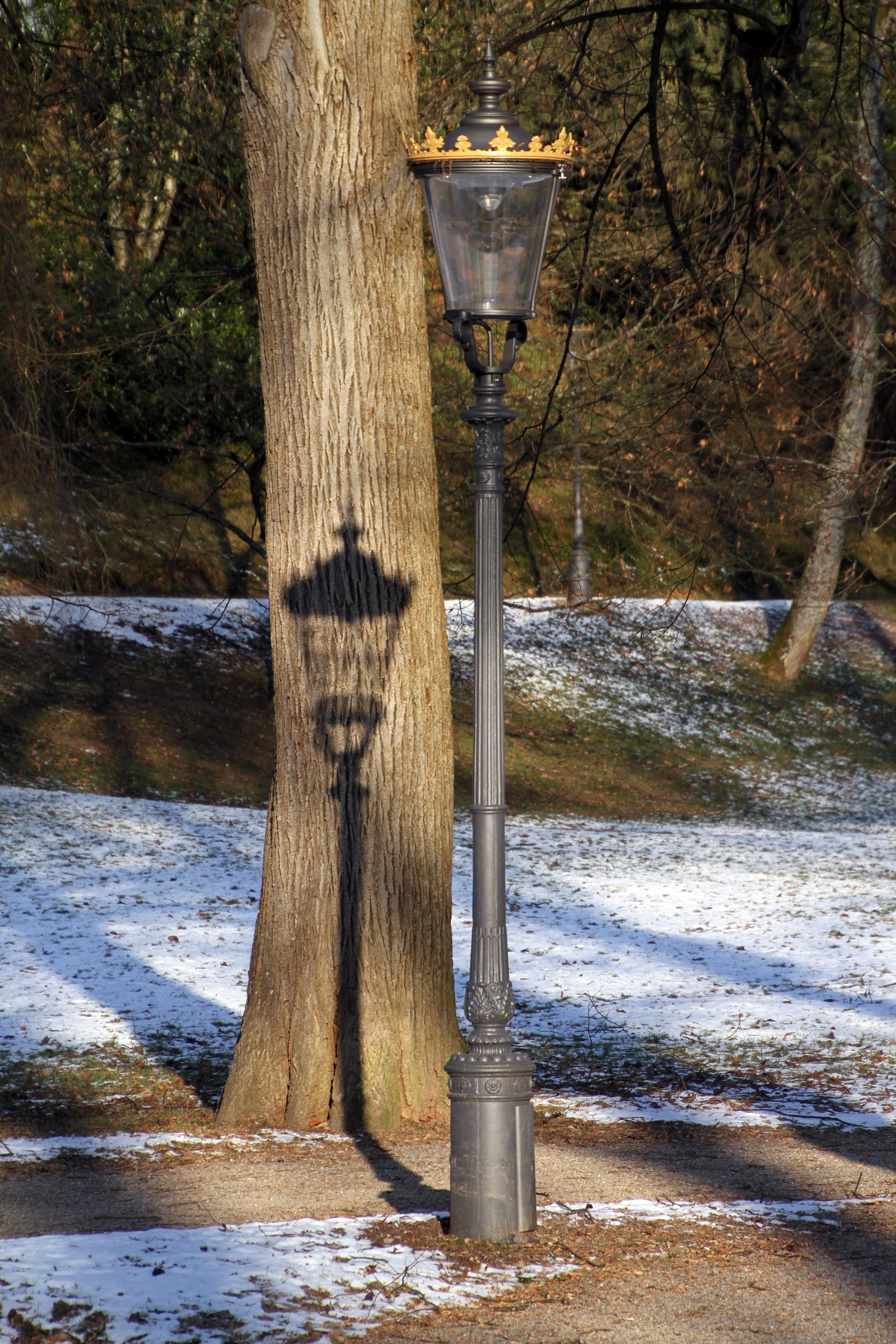
Lykta i spa-trädgården